# Maskování (Hvězdná brána)
Maskování je 14. epizoda 10. řady sci-fi seriálu Hvězdná brána. Tým SG-1 zjistí, že Daniel Jackson byl transformován na převora. Přitom Daniel a Merlin plánují, jak zničit Orie.

## Děj epizody
Tým SG-1 se objeví ve vesnici, kterou v nedávné době navštívil převor. Zjišťují, že tento převor nemluvil o hrozbách, ale o spáse a moudrosti Oriů. Jeden z vesničanů je upozorní na příchod převora. Převor přichází zahalen a ptá se vesničanů na odpověď. Vesničané chtějí vědět více, než dají konečnou odpověď. Převor poté odhalí kápi. Tím převorem je Daniel Jackson. SG-1 se vrátí na Zemi a informuje generála Landryho.
Během recitace orijského učení je najednou Daniel transportován na Odyseu. Objeví se před Teal'cem a Mitchellem, kteří ho zneškodní zatem. Daniel je poté zajištěn na křesle se zařízením blokujícím jeho schopnosti převora. Daniel na ně mluví normálně bez jakýchkoliv hrozeb.
Vysvětluje, že se nechal zajmout Adriou, protože věděl, že Merlinovo vědomí v jeho mysli ho bude chránit před Adrii a její moci. Nemohl také nechat Merlinovu zbraň v rukou Oriů.
Daniel a Merlin proto přišli s plánem, jak podvést Adriu a zničit Orie. Nechali Adriu uvěřit, že Daniela zkonvertovala k Počátku a transformovala Daniela na převora. Daniel tak získal čas a možnost dokončit sangraal předstíraje, že ji dokončí pro Orie. Oriové by se tak vyhnuli válce s Antiky. Daniel ale tajně chtěl dokončit zbraň a poté s Orijskou válečnou lidí odletět do Orijské galaxie, použít ji a eliminovat tak Orie.
Sam mu připomene, že Orijská Superbrána je zablokovaná červí dírou z Pegasu. Daniel říká, že Mark IX zničí bránu v Pegasu a spojení se tím přeruší.
Jack O'Neill je v SGC na briefingu s týmem SG-1. Jack vidíce Daniela v podobě převora říká Tohle je nové. a oba začnou diskutovat o svých životech. Daniel říká, že má velmi málo času. Adria ho začne podezírat. Merlin naprogramoval Danielovu DNA, aby vrátila jeho podobu do původního stavu. Daniel tak ztratí Merlinovy znalosti a schopnosti převora.
Jack se zeptá, jak má být deaktivována suprebrána. Daniel mu vysvětlí, že Mark IX umístěná za bránu v Pegasu bránu zničí a spojení se přeruší. Carterová to poté potvrdí. Teal'c se zeptá proč ho Adria nepodezřívá, když Daniel nedokončil zbraň. Daniel mu odpoví, že Adria se bála, že Antikové zničí zbraň dříve, než ji budou moci použít. Plán je takový, že Oriové získají celou galaxii a napadnou Antiky, bojujíce tak dlouho, aby Adria mohla dokončit zbraň a odpálit ji z bezpečné vzdálenosti.